# Terminalia tetraphylla
Espèce
Classification phylogénétique
Synonymes
Selon GBIF (09/02/2022) :
- Buchenavia capitata (Vahl) Eichler
- Buchenavia gracilis Glaz.
- Buchenavia ptariensis Steyerm.
- Buchenavia tetraphylla (Aubl.) R.A.Howard
- Buchenavia vaupesana Cuatrec.
- Buchenavia vaupesiana Cuatrec.
- Bucida angustifolia Spruce
- Bucida angustifolia Spruce ex Eichler
- Bucida capitata Vahl
- Cordia tetraphylla Aubl. - Basionyme
- Gerascanthus tetraphyllus (Aubl.) Borhidi
- Hudsonia arborea Lunan
- Lithocardium tetraphyllum (Aubl.) Kuntze
- Pseudolmedia bucidifolia Bello
- Terminalia capitata C.Wright
- Terminalia capitata Sauv.
- Terminalia hilariana Steud.
- Terminalia obovata Cambess.

Selon Tropicos (09/02/2022) :
- Buchenavia tetraphylla (Aubl.) R.A. Howard
- Cordia tetraphylla Aubl. - Basionyme

Terminalia tetraphylla (syn. : Buchenavia tetraphylla (Aubl.) R.A.Howard), est une espèce de plantes à fleurs de la famille des Combretaceae. C'est un arbre néotropical.

Il est connu au Suriname sous les noms de Geroberhout, Gindya-udu, Fukadi, Fokadi, Kanbii, Katoelima, Katurimja, Komanti kwatii, Matakki, Parakusinja, Toekadi, Toekoeli.
On l'appelle Comeyo au Venezuela, et Tanimbuca, Imbiridiba au Brésil.

## Description
Terminalia tetraphylla est un arbre haut de 2-25(–50) m, à feuillage semi-persistant (brièvement caduc).
Les grands individus développent des contreforts.
Les feuilles sont très fines lors de la floraison (puis deviennent coriaces à maturité), de forme étroitement à largement obovales, à l'apex arrondi à rétus (rarement obtus), à base étroitement aiguë et généralement décurrente, et mesurant 2-11 x 1-5 cm.
Le limbe est couvert de poils apprimés lorsqu'il est jeune, puis devient rapidement glabre (à l'exception de la nervure médiane).
Les nervures sont brochidodromes.
La nervure médiane est légèrement saillante.
Les (2-)3-8 paires de nervures secondaires sont un peu espacées, légèrement proéminentes, et se courbent pour s'insérer à angle aigus sur la nervure médiane, avec des domaties à l'aisselle.
On note parfois la présence de nervures intersecondaires.
Les nervures tertiaires sont réticulées.
Les nervures d'ordre élevé sont souvent visibles.
Les aréoles sont généralement bien formées.
Le pétiole est long de 0,4-1,5(-2) cm, couvert de quelques poils légèrement apprimés, non glanduleux.
L'inflorescence est longue de 0,8-3 cm : les fleurs plus ou moins nombreuses sont densément groupées en (quasi-)capitules.
Le pédoncule, est pubescent roux au moment de la floraison (devenant subglabre et beaucoup plus épais lors de la fructification), et long de 0,6-2,6 cm (tandis que le rachis mesure 0,2-0,5(-1) cm).
Les fleurs sont longues de 2,5 à 5 mm.
L'hypanthe inférieur est long de 1,5-31 mm, densément couvert de poils roux, devenant un peu clairsemé sur le brusque rétrécissement du col fin sur 0,8-1,2 mm de long.
L'hypanthium supérieur est sub-glabre, et mesure 1-2 x 2,5-3,5 mm.
Le fruit mesure (1,2-)1,5-3,5 x (0,7-)1-2,2 cm, est glabre (rarement un peu pubescent), de forme ovale à obovale (en vue latérale), plus ou moins cylindrique (parfois orné de 5 petites crêtes longitudinales), à base arrondie (rarement brièvement pseudostipitée), à l'apex aigu ou arrondi et souvent apiculé (mais sans bec),.

## Répartition
Terminalia tetraphylla est l'espèce la plus vastement distribuée du genre.
On la rencontre depuis Cuba et le sud du Costa Rica jusqu'à la Bolivie (autour de 17°S) et le Brésil (autour de 22,4°S : Rio de Janeiro), en passant par le Panama, les Grandes et Petites Antilles, la Colombie, le Venezuela, Trinidad, le Suriname, la Guyane, et le Pérou.

## Écologie
Terminalia tetraphylla est un arbre poussant dans généralement dans les Guyanes, au sein des forêts ripicoles, inondées ou non, jusqu'à 500 m d'altitude, et au Venezuela, dans les forêts sempervirentes de plaine ou de montagne, inondées et de terre ferme, les formations arbustives du sommet des reliefs, autour de 50–1 600 m d'altitude.
Dans les Guyanes, il fleurit et fructifie plus ou moins tout au long de l'année, avec un pic de floraison surtout de mars à septembre, et un pic de fructification plutôt de juillet à mars.

## Utilisation
On utilise localement Terminalia tetraphylla comme bois d'œuvre, qui est durable, de couleur jaune, avec un grain lisse et serré.
Les extraits de feuille de Terminalia tetraphylla présentent des activités antimicrobiennes, hémolytiques,
antioxydantes,
antifongique sur Candida albicans,,
et antibactérienne sur Staphylococcus aureus (par inhibition de la réplication de l'ADN).
On a aussi réalisé des études sur ses propriétés activités anti-inflammatoires, anti-hyperglycémiques, et sur sa toxicité.
On a identifié 33 composés dans l'huile essentielle de Terminalia tetraphylla du Pernambouc dont du trans-cadina-1,4-diène (17,51%), de l'α-muurolol (14,02%), de l'α-cadinol (en) (10,90%), et du trans-caryophyllène (9,43%). Cette huiles s'est avérée plus complexe et plus riche que celle provenant du Ceará,
et présente des propriétés antimicrobiennes, cytotoxiques et antifongique sur Candida albicans.

## Protologue

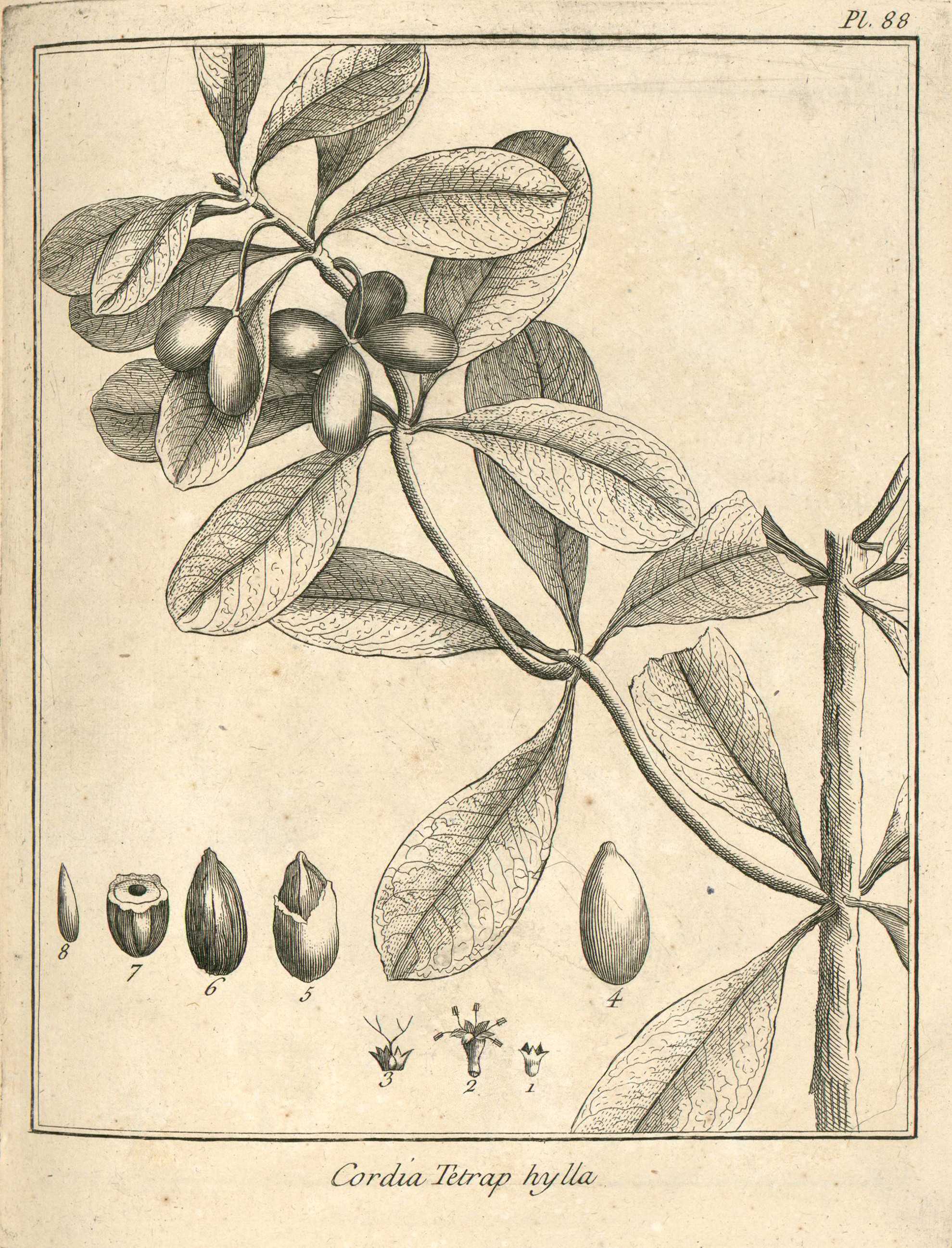
Terminalia tetraphylla par Aublet (1775)
Planche 88. - 1. Calice. - 2. Corolle. Étamines. - 3. Calice ouvert. Ovaire. Style. Stigmates. - 4. Baie. - 5. Portion d'écorce de la baie enlevée. Noyau. - 6. Noyau. - 7. Noyau coupe en travers. - 8. Amande.

En 1775, le botaniste Aublet propose le protologue suivant : 

« CORDIA (tetraphylla)  foliis verticillatis ; fructu olivarformi. (Tabula 88.)

Arbor trunco ſeptem-pedali, in ſummitate ramoſo, ramis & ramulis nodoſis, undiquè ſparſis. Folia ad nodos quaterna, verticillata, ovata, ball anguſtiora, brevi petiolata, glabra, integerrima. Flores ſeſſiles, corymboſi ; pedunculis longis, axillaribus.
CAL. Perianthium monophyllum, turbinatum, quinquedentatum.
COR. monopetala, infundibuliformis ; limbo quinquefido ; lobis acutis, patulis.
STAM. Filament a quinque, fauci corollæ inferta. Antheræ biloculares.
PIST. Germen ſubrotundum. Stylus longitudine corollæ, ſupernè bifidus, laciniis bifidis. Stigmata obtuſa.
PER. Kuxfulcata, olivaformis, unilocularis, cortice luteo, carnoſo obvoluta.
SEM. unicum, ovato-oblongum.
Floret, fructumque fert variis anni temporibus.
Habitat Guianæ locis arenoſis prope maris littora.
Nomen Gallicum BOIS MARGUERITE.

LE SEBESTIER verticillé. (Planche 88.)
Le tronc de cet arbre s'élève a ſix ou ſept pieds ; il a un pied de diamètre. Son écorce eſt gerſée & ridée. Son bois eſt blanchâtre & compacte. De ſon ſommet ſortent des branches noueuſes, chargées de rameaux noueux qui s'écartent & ſe répandent en tous ſens. Les nœuds des branches & des rameaux ſont garnis de quatre feuilles qui les entourent. Ces feuilles ſont preſque feuilles, vertes, fermes,ovales, plus étroites par le bas. De l'aiſſelle des feuilles naiſſent pluſieurs bouquets de fleurs ſeſſiles, portes chacun ſur un pédoncule long d'un pouce. 
Leur CALICE eſt d'une ſeule pièce à cinq dentelures aiguës. La corolle eſt blanche, monopétale. Son tube eſt rétréci par le bas, & enſuite évaſé juſqu'à ſon limbe, qui ſe partage en cinq lobes arrondis. 
Les ETAMINES ſont au nombre de cinq, placées un peu au deſſous de l'orifice du tube & des diviſions & la corolle. Leur filet eſt long, & porte une ANTHERE à deux bourſes. 
Le PISTIL eſt un ovaire arrondi, ſurmonté d'un style qui ſe partage en deux branches, ſubdiviſées en deux portions, terminées par un STIGMATE obtus. 
L'OVAIRE devient une baie charnue, jaunâtre, & la groſſeur d'une olive, dans laquelle eſt renferme un noyau très dur, qui ma paru n'avoir qu'une cavité & une ſeule AMANDE. 
Cet arbre eſt très commun dans les lieux ſablonneux, peu éloignés de la mer, en allant de l'habitation de M. Duchaſſis à Courou. Je l'ai trouvé allant depuis Courou juſqu'à Sinémari en ſuivant le bord de la mer. Il eſt en Fleur & en fruit dans preſque tous les mois de l'année. 
Les Créoles lui ont donne le nom de BOIS MARGUERITE. »

— Fusée-Aublet, 1775.

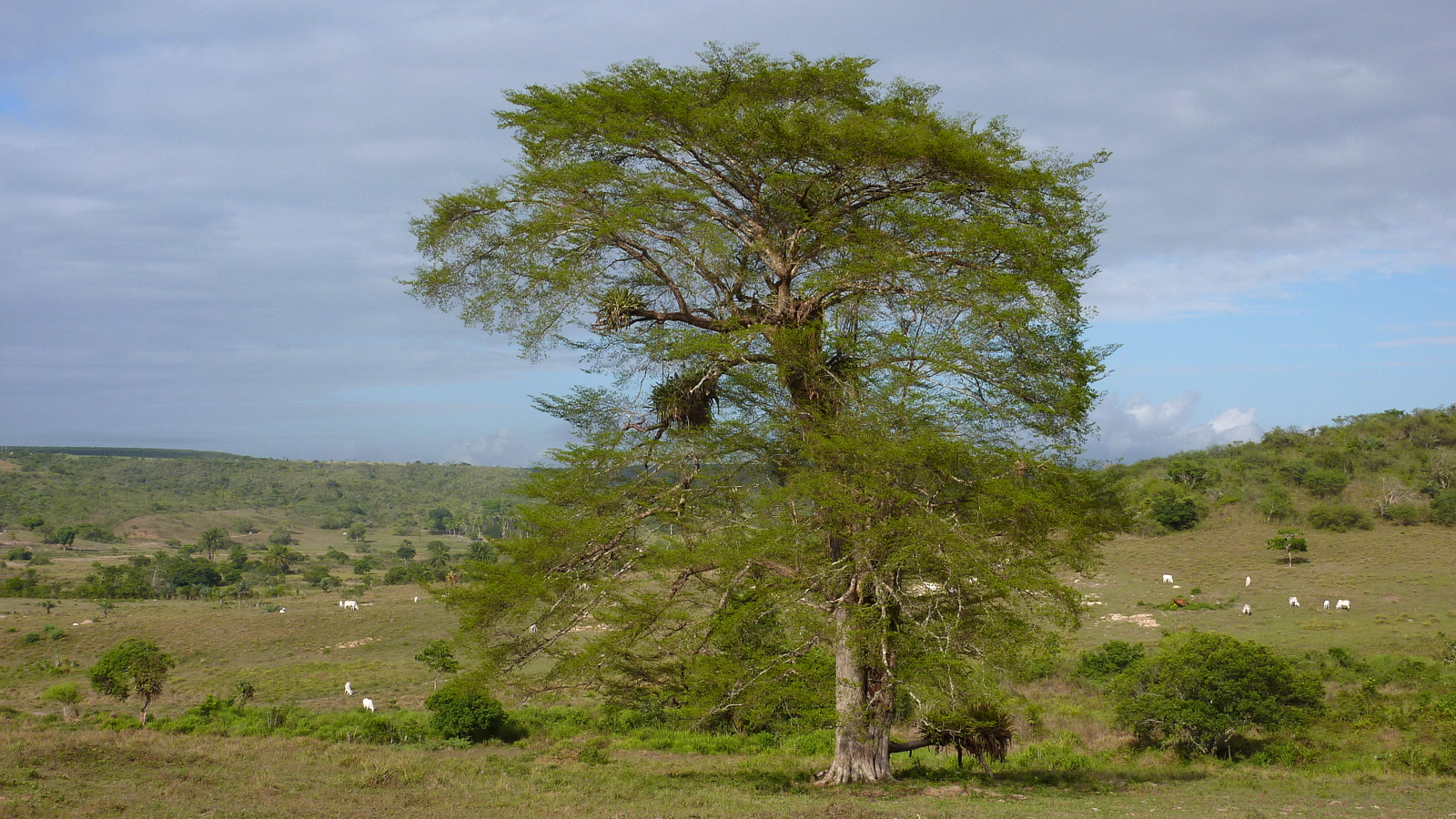
Pied de Terminalia tetraphylla.
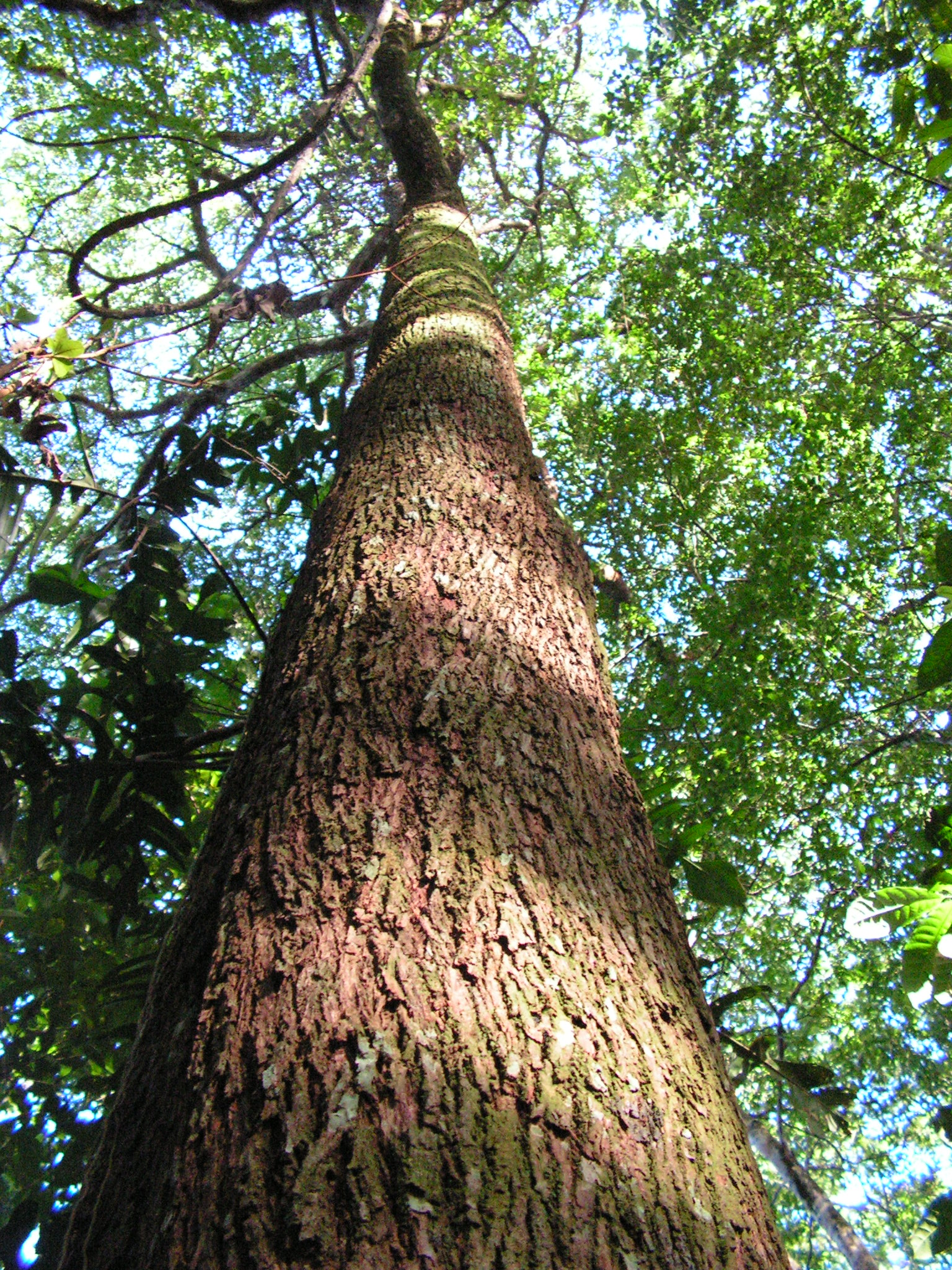
Tronc de Terminalia tetraphylla.
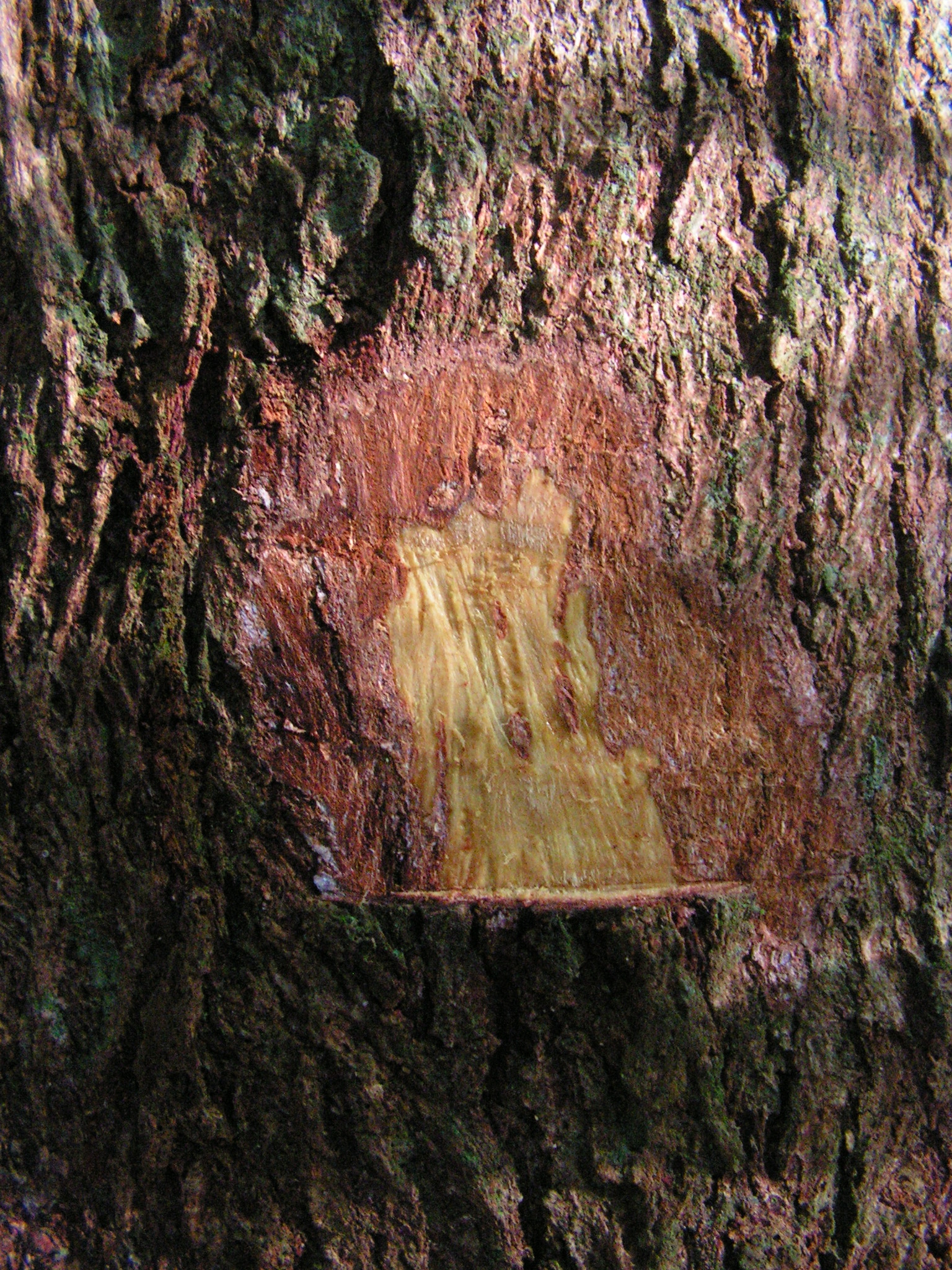
Flachis de Terminalia tetraphylla.
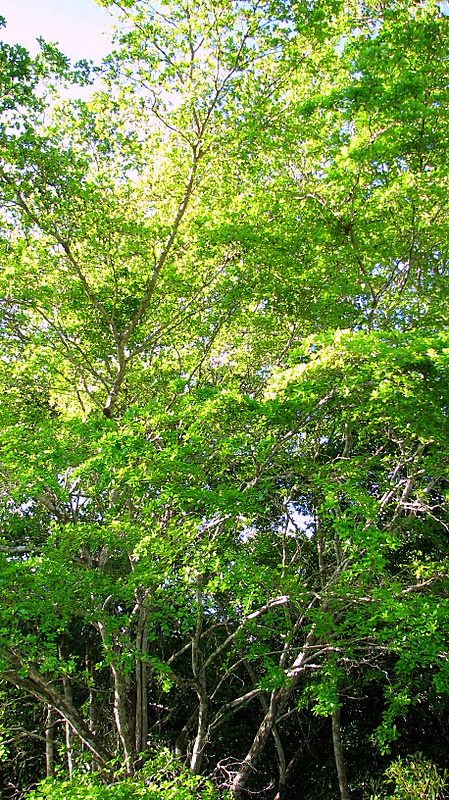
Pied de Terminalia tetraphylla (Bahia, Brésil).
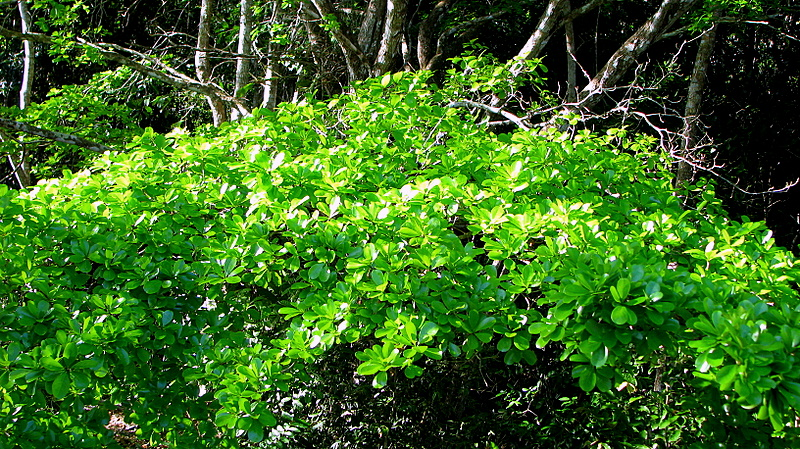
Houppier de Terminalia tetraphylla.
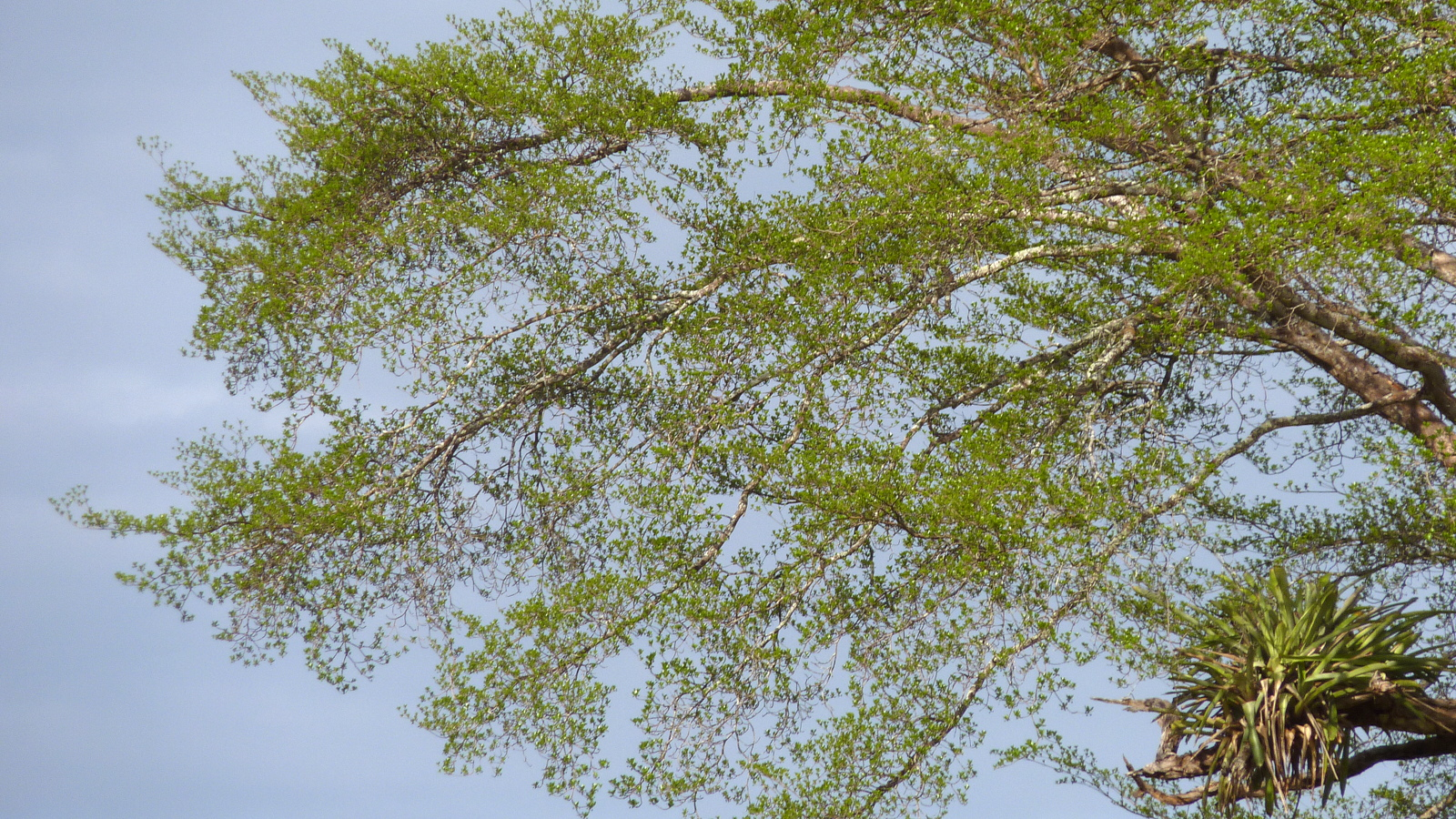
Houppier de Terminalia tetraphylla.
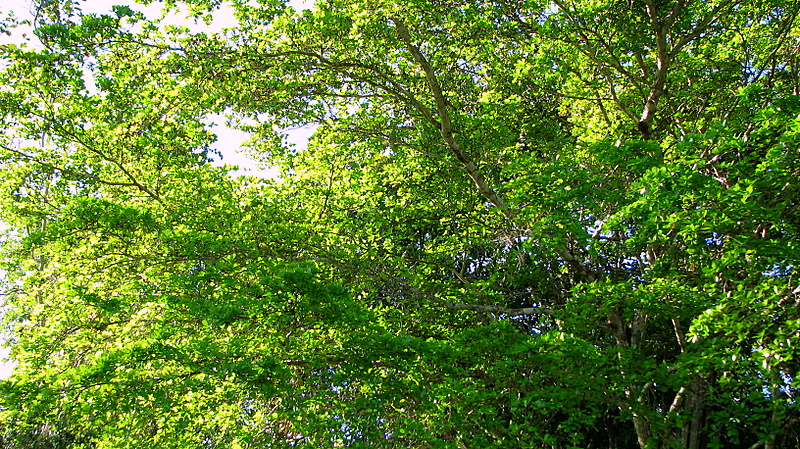
Houppier de Terminalia tetraphylla.
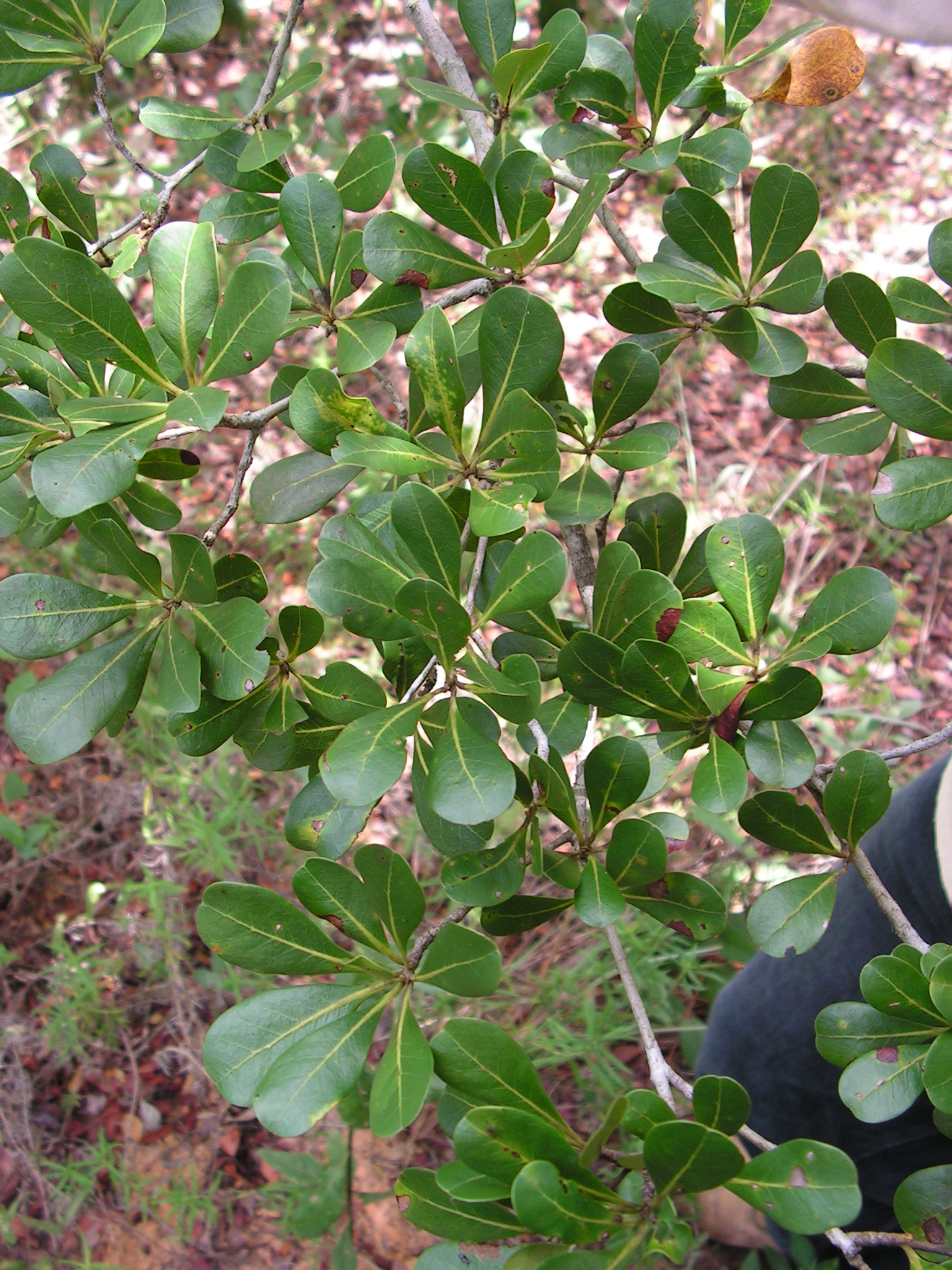
Rameau feuillé de Terminalia tetraphylla.
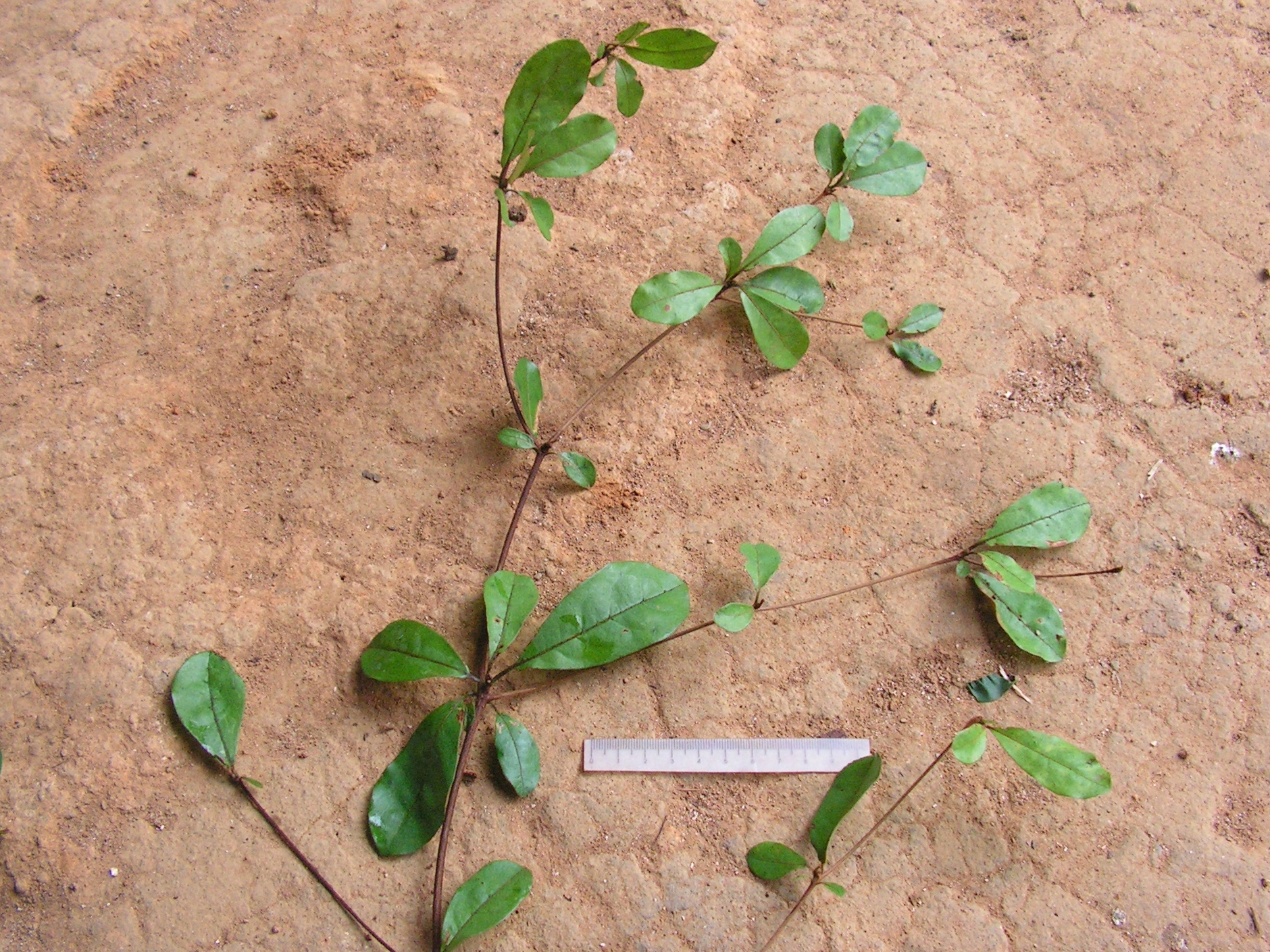
Rameau feuillé de Terminalia tetraphylla.
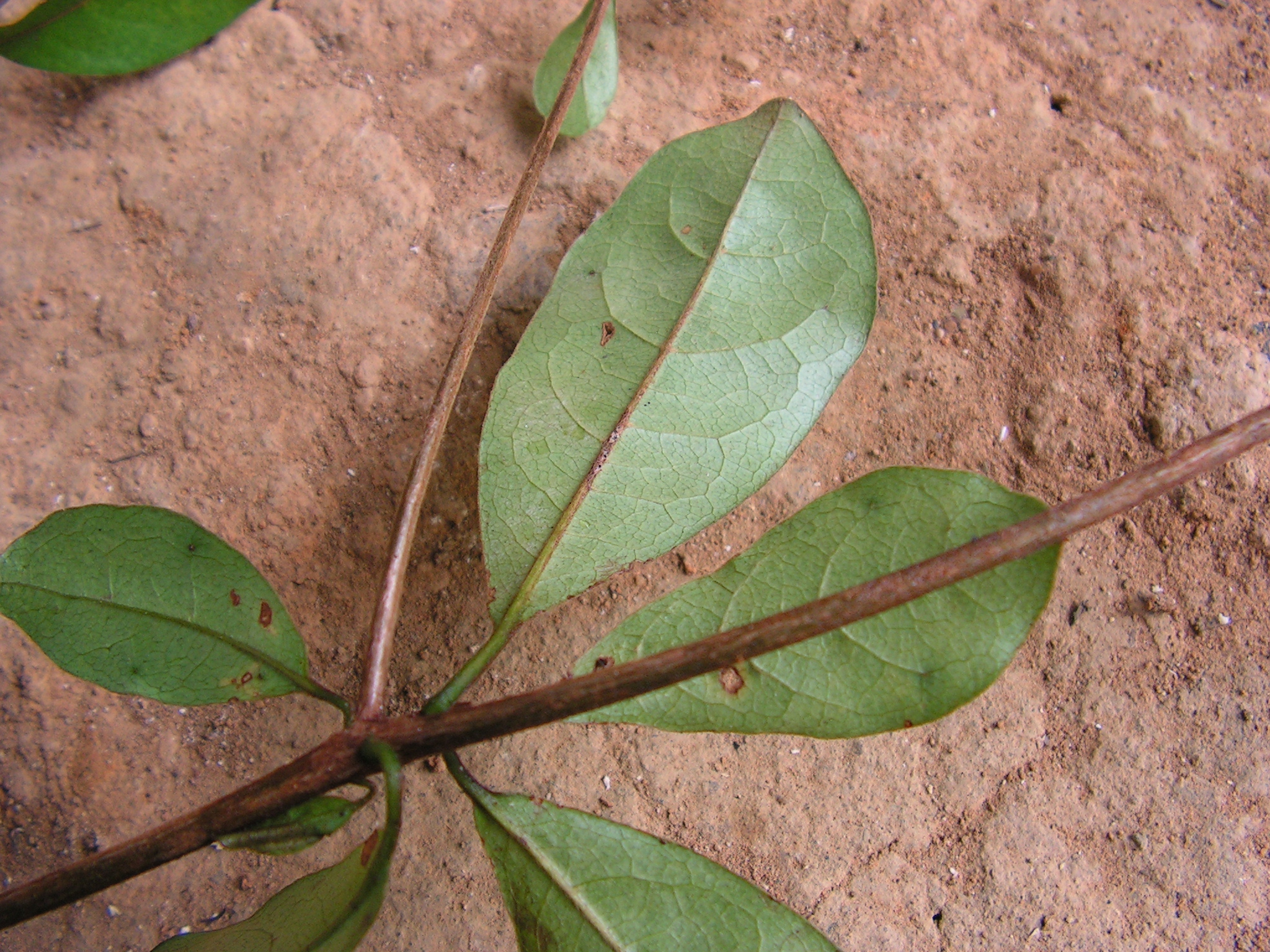
Rameau feuillé de Terminalia tetraphylla (face inférieure).
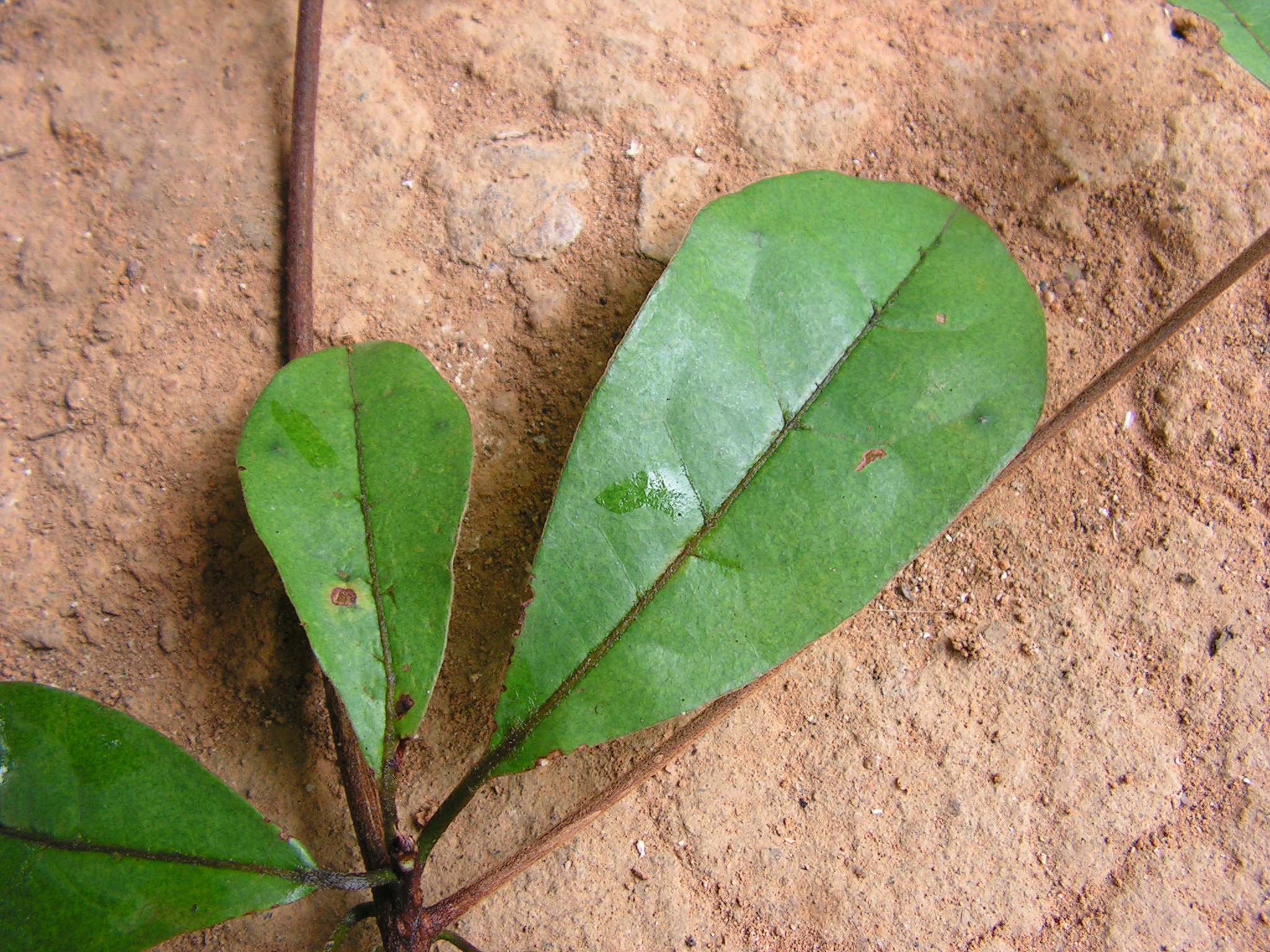
Rameau feuillé de Terminalia tetraphylla (face supérieure).
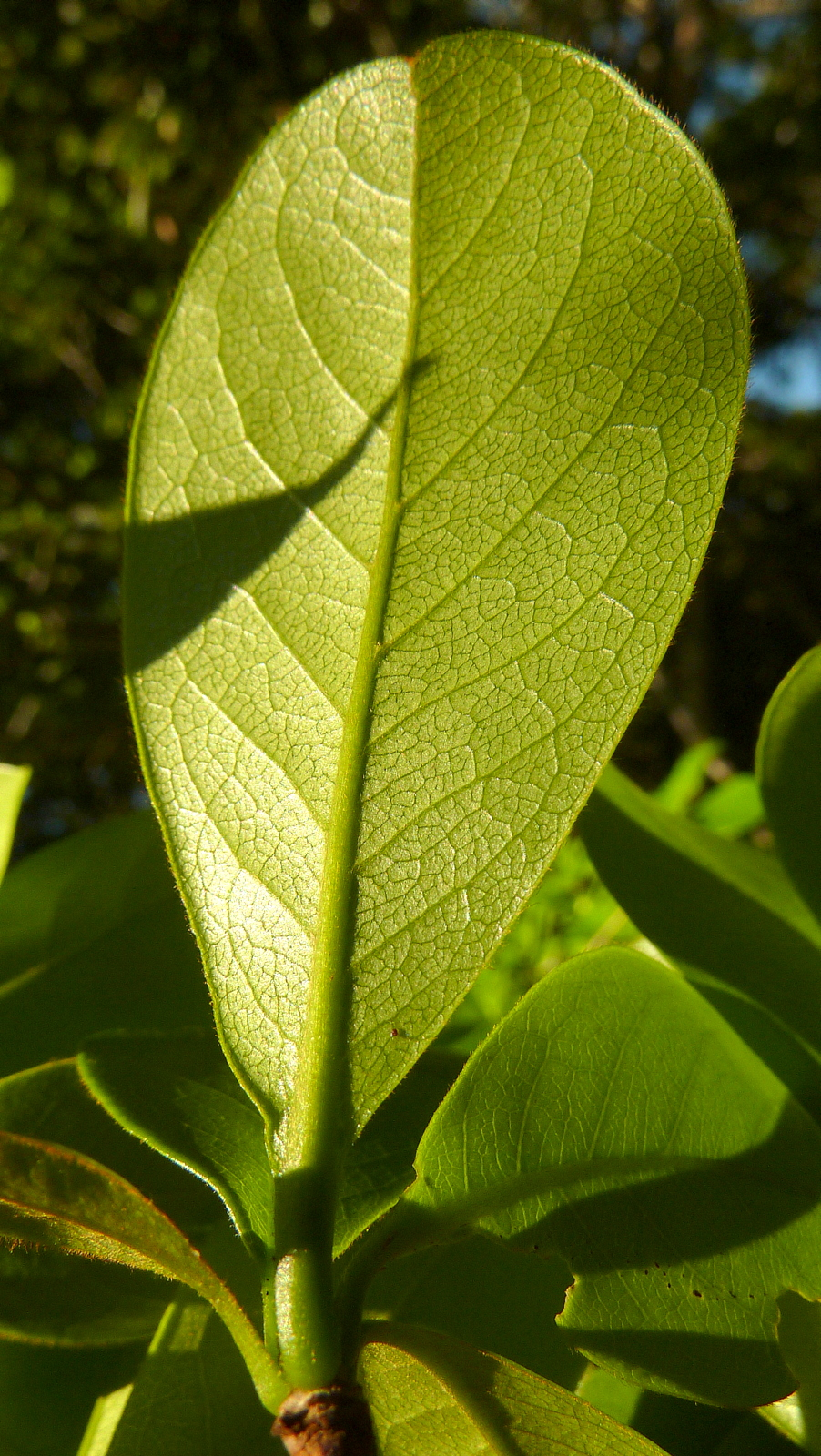
Feuille de Terminalia tetraphylla (face inférieure).
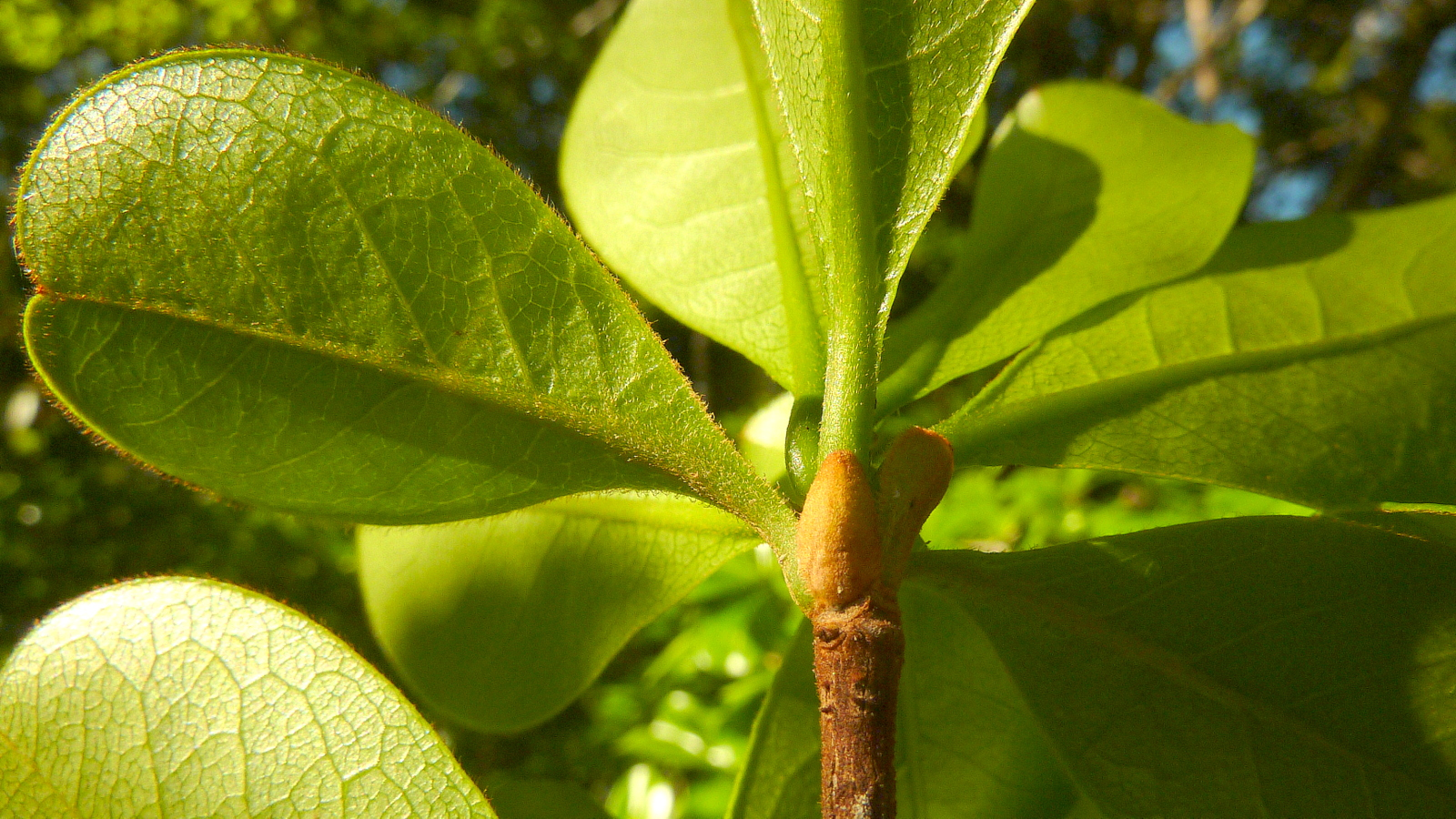
Feuilles de Terminalia tetraphylla (face inférieure).
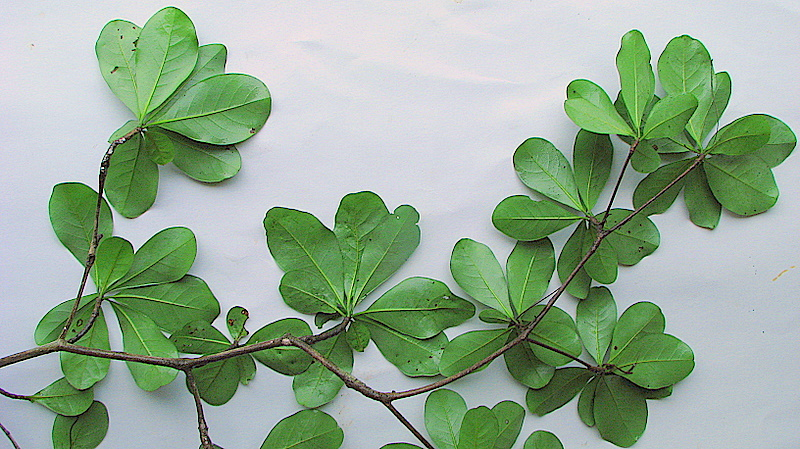
Rameau feuillé de Terminalia tetraphylla.
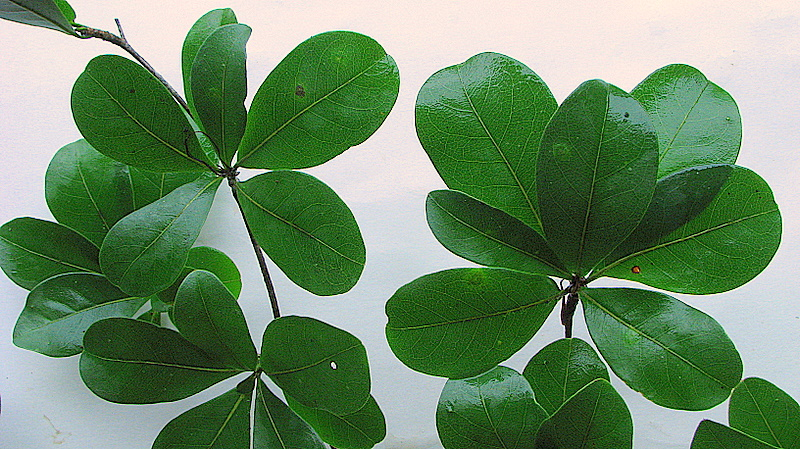
Feuillage de Terminalia tetraphylla.
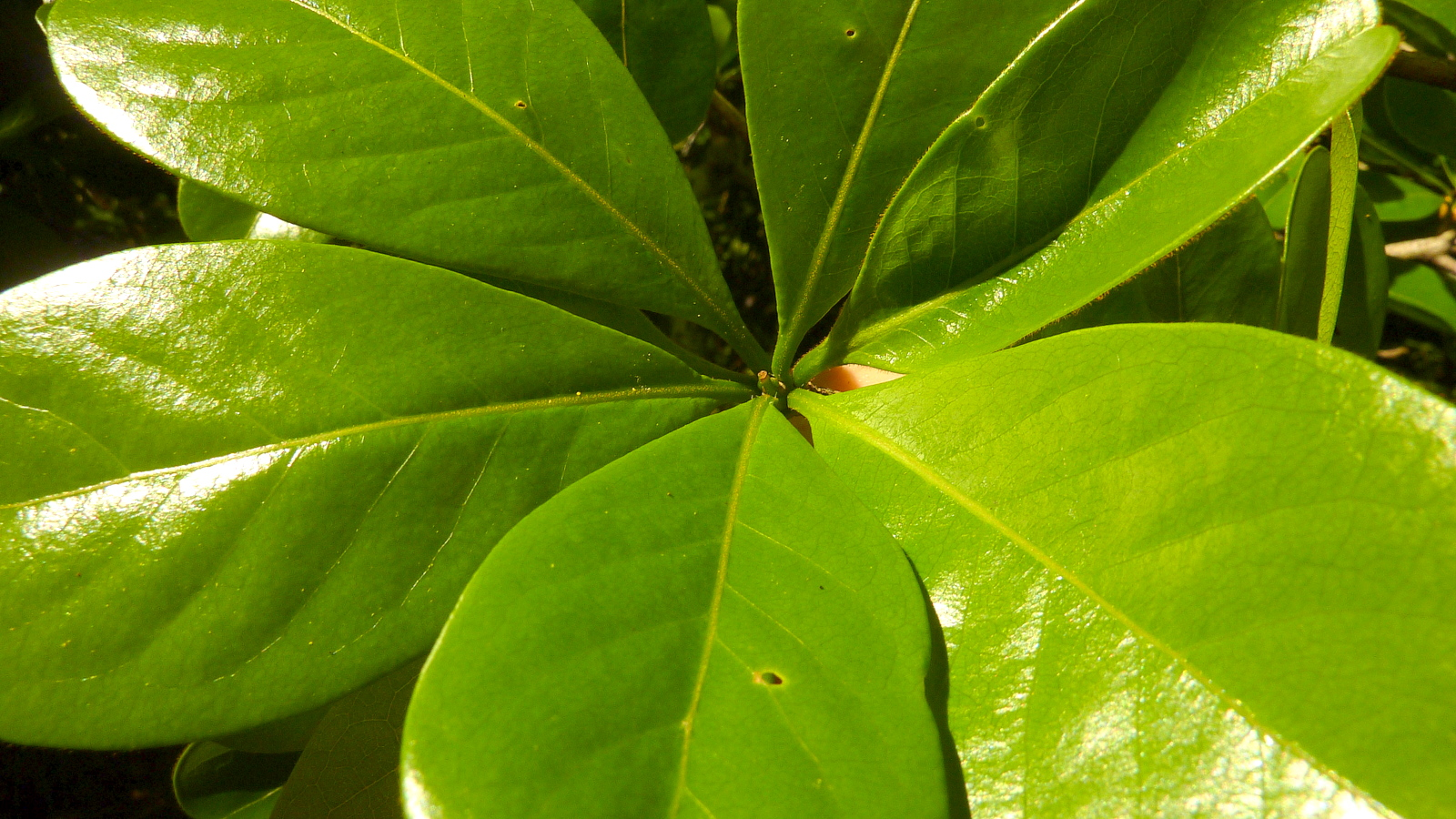
Bourgeon de Terminalia tetraphylla.
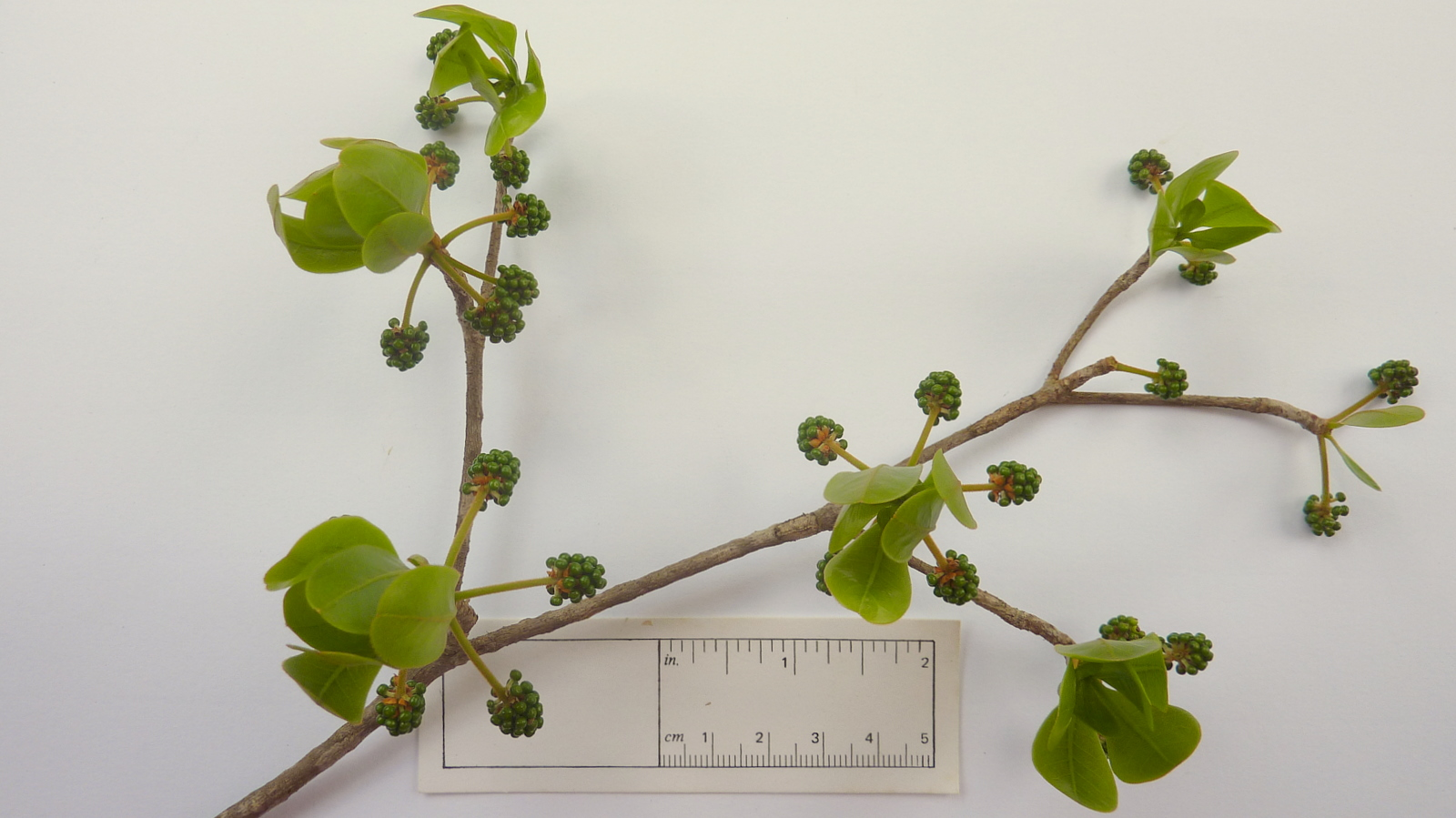
Inflorescences immatures de Terminalia tetraphylla.
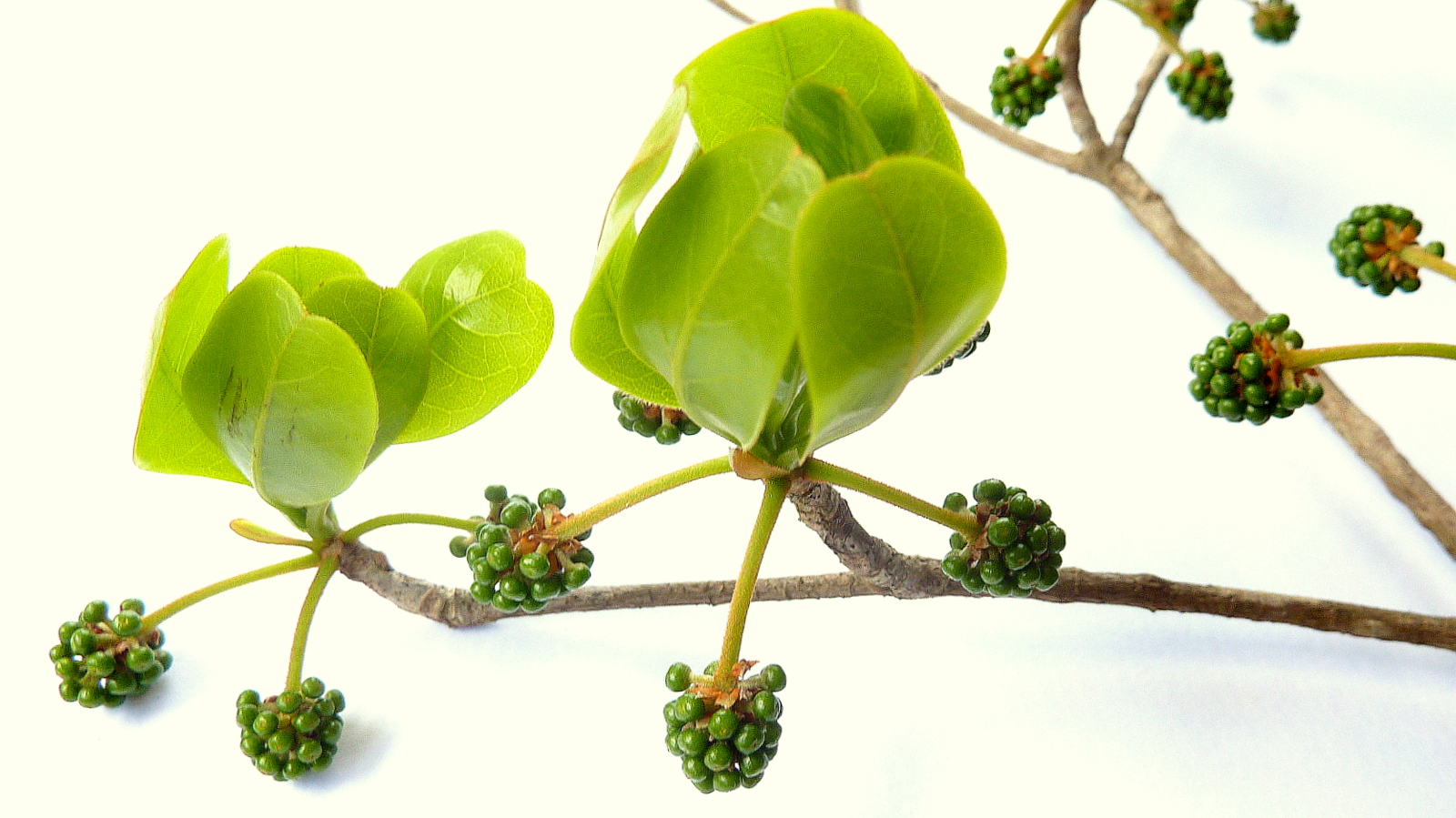
Inflorescences immatures de Terminalia tetraphylla.
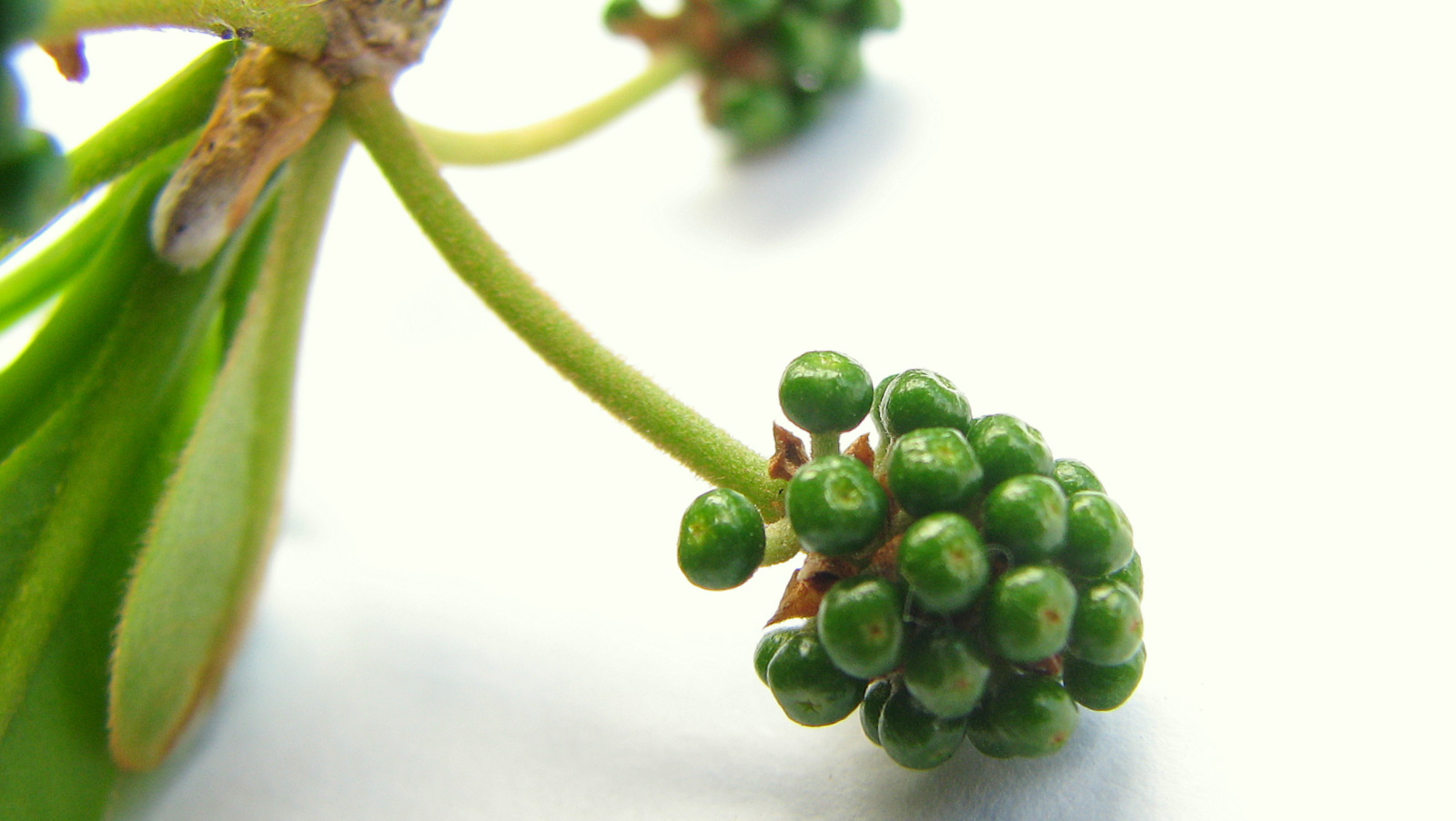
Inflorescence immature de Terminalia tetraphylla.
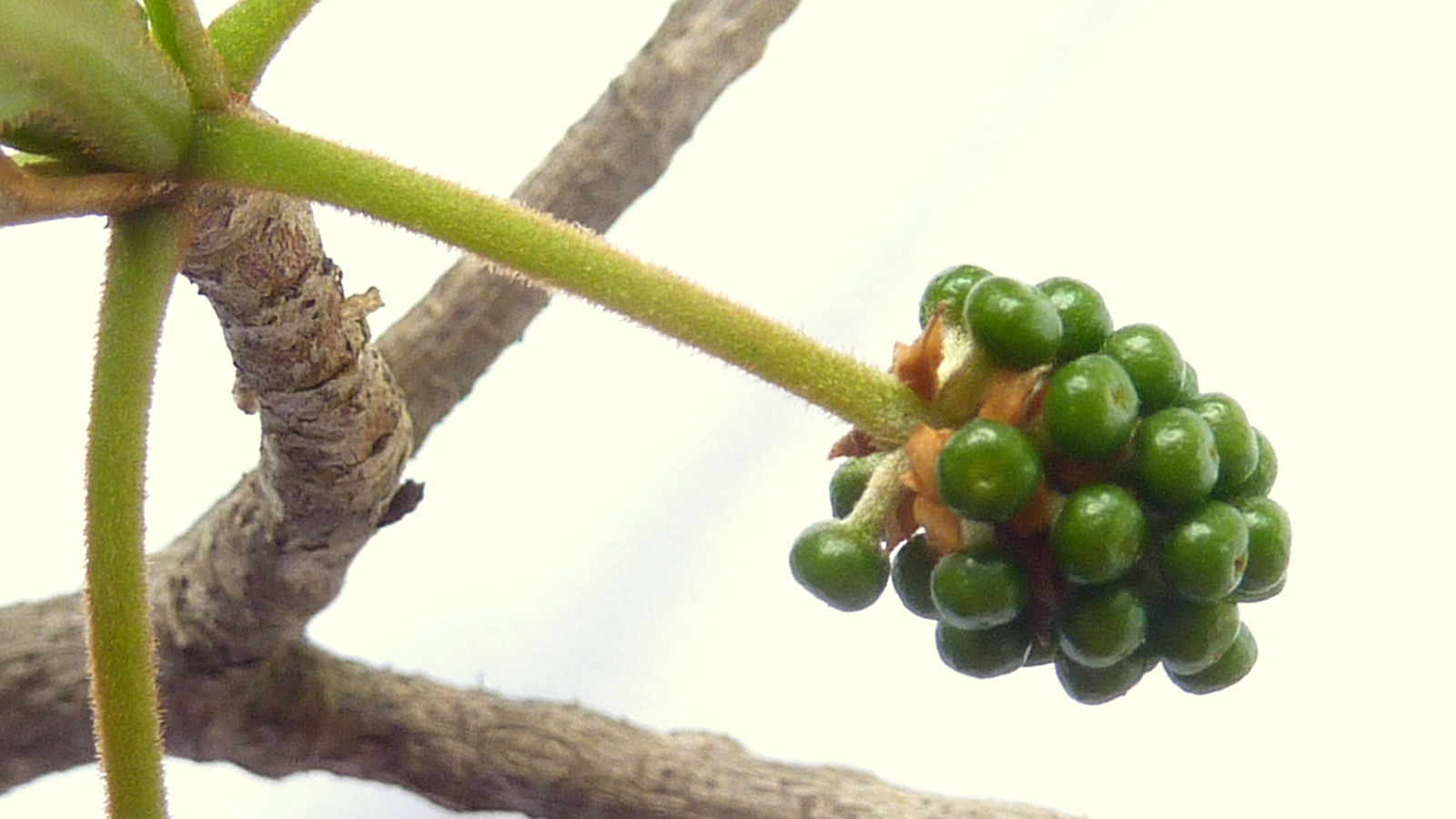
Inflorescence immature de Terminalia tetraphylla.
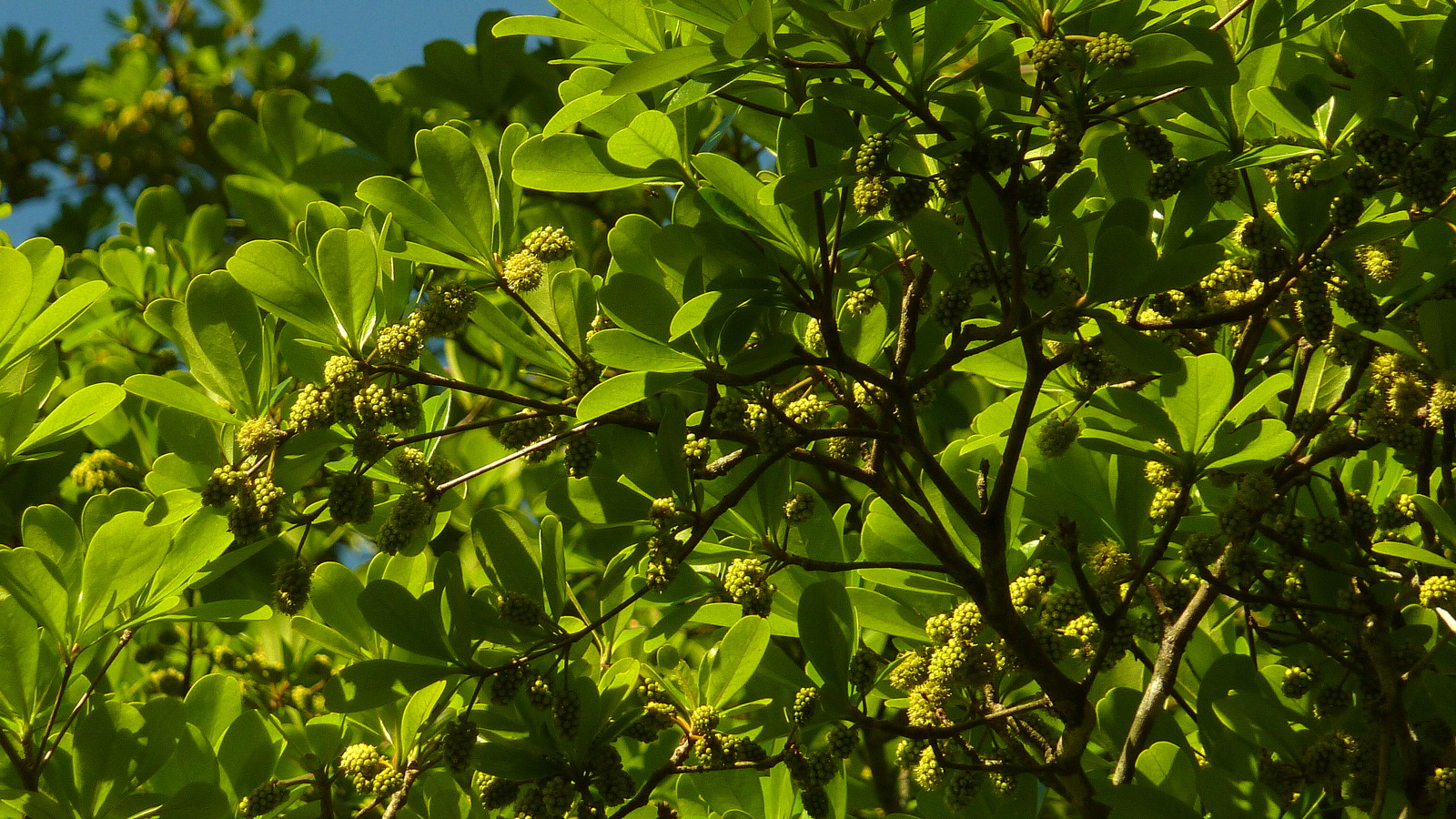
Rameau fleuri de Terminalia tetraphylla.
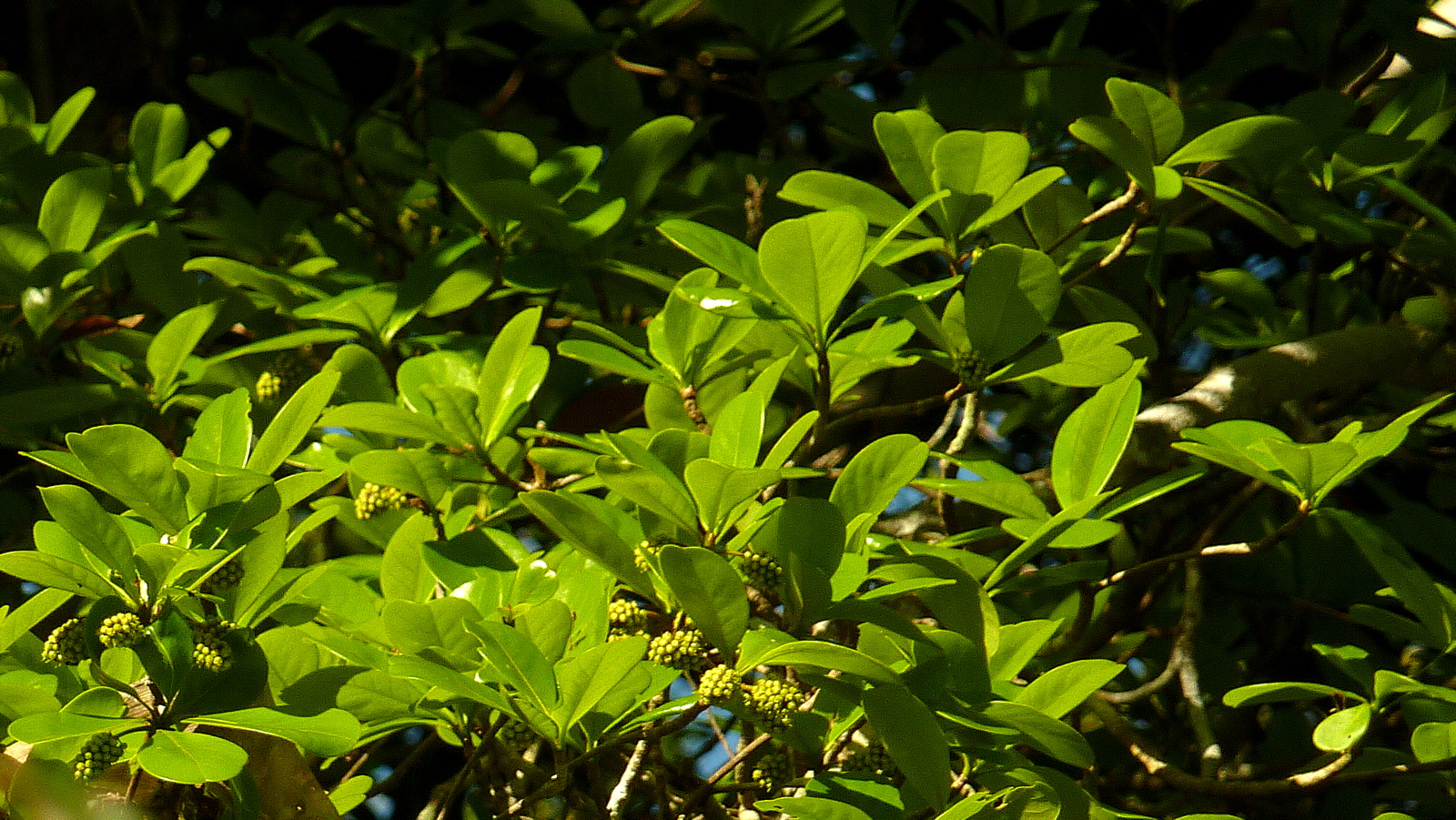
Boutons floraux de Terminalia tetraphylla.
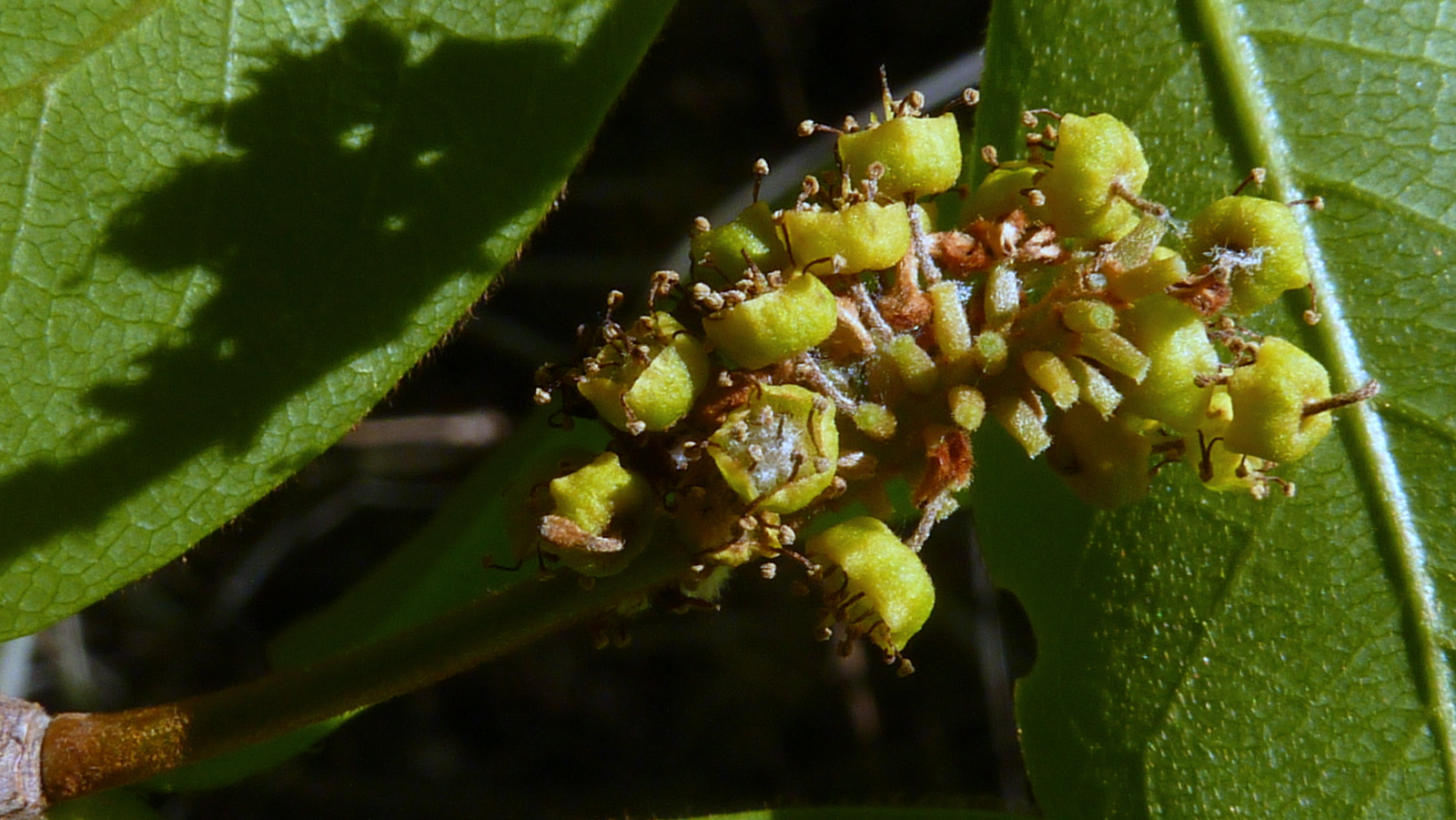
Inflorescence de Terminalia tetraphylla.
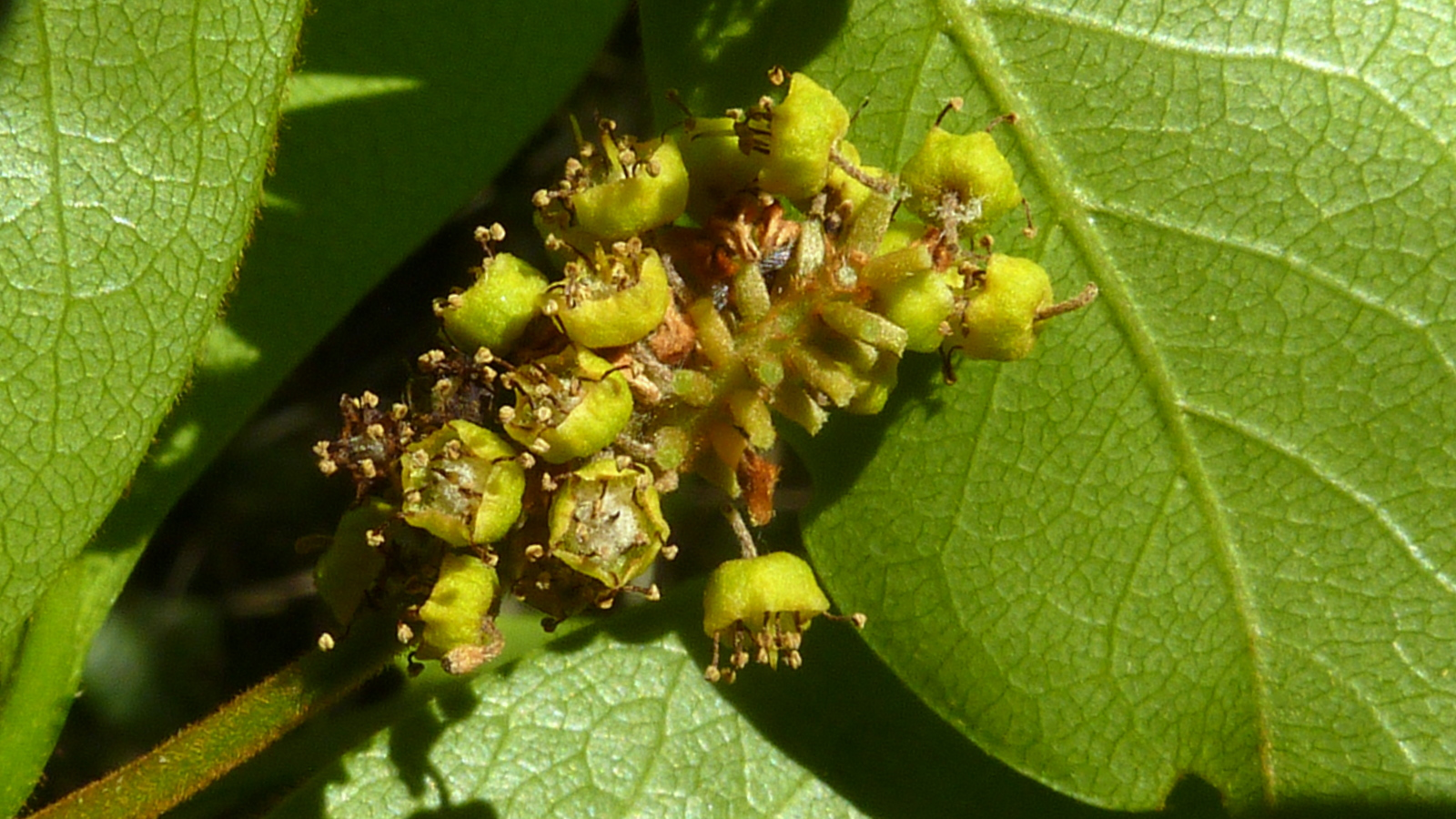
Inflorescence de Terminalia tetraphylla.
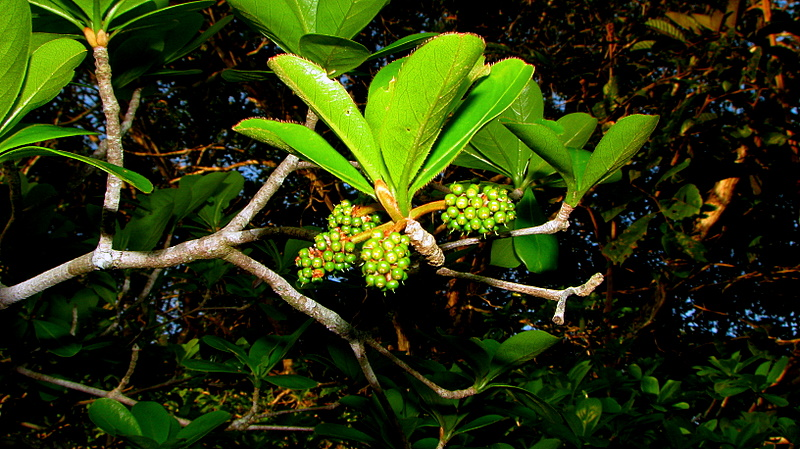
Jeunes fruits de Terminalia tetraphylla.
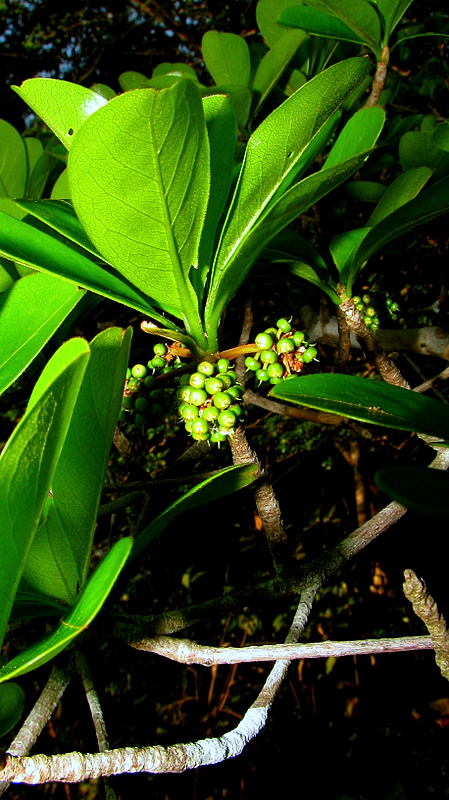
Jeunes fruits de Terminalia tetraphylla.
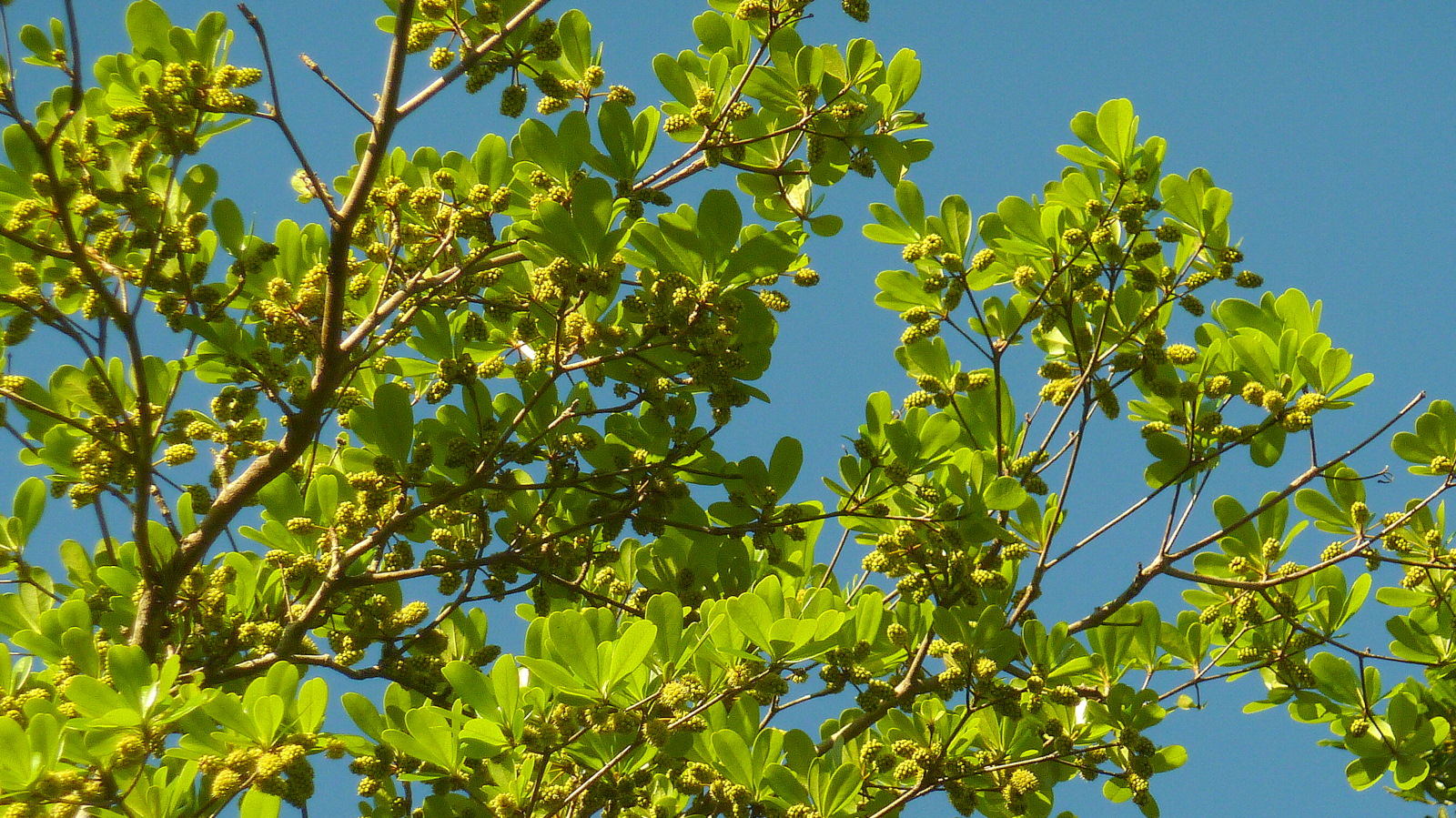
Rameaux feuillés et fruits de Terminalia tetraphylla.
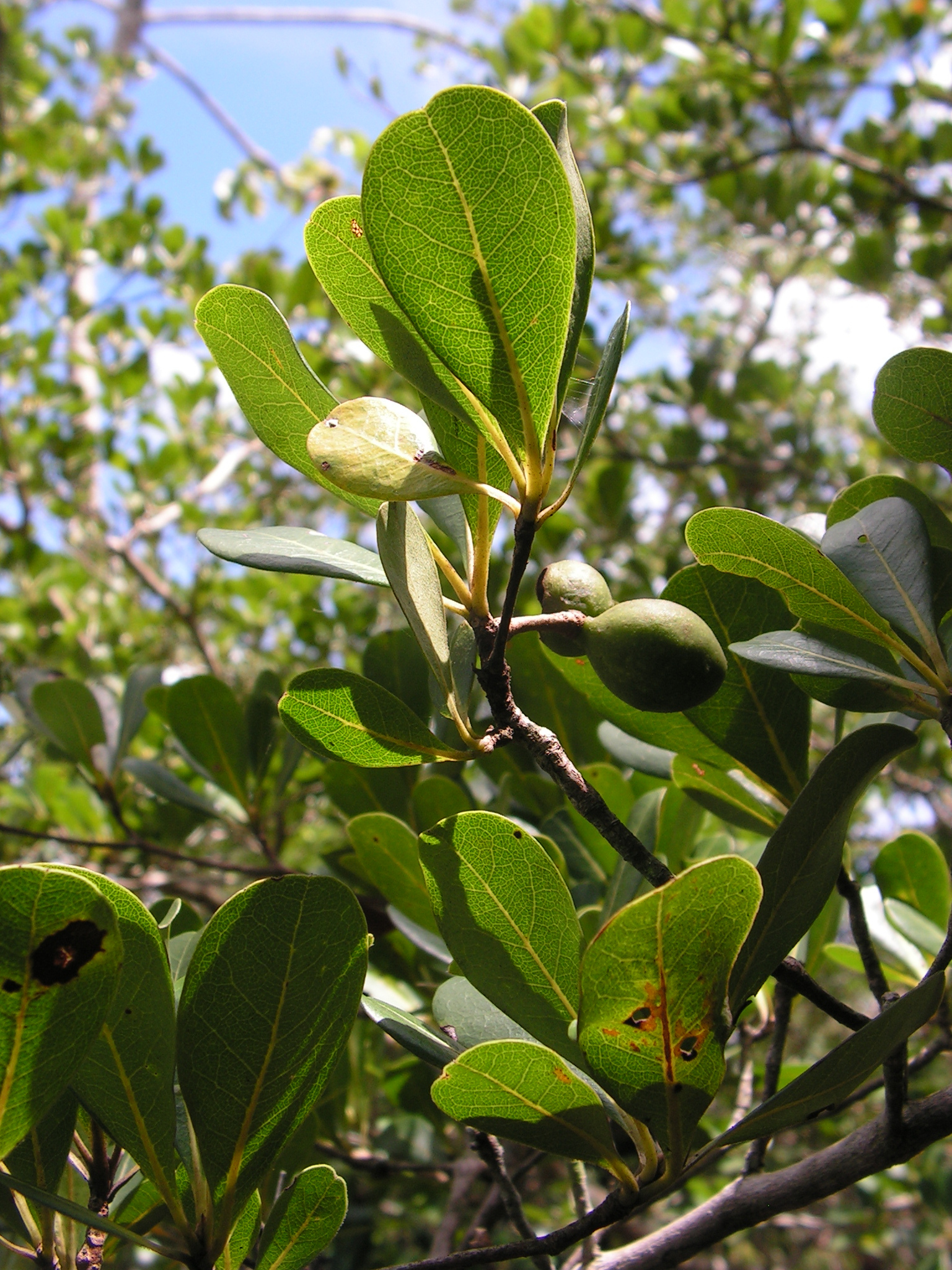
Rameau feuillé et fruits de Terminalia tetraphylla (Imbiridiba) à Santa Rita (Paraíba, Brésil).
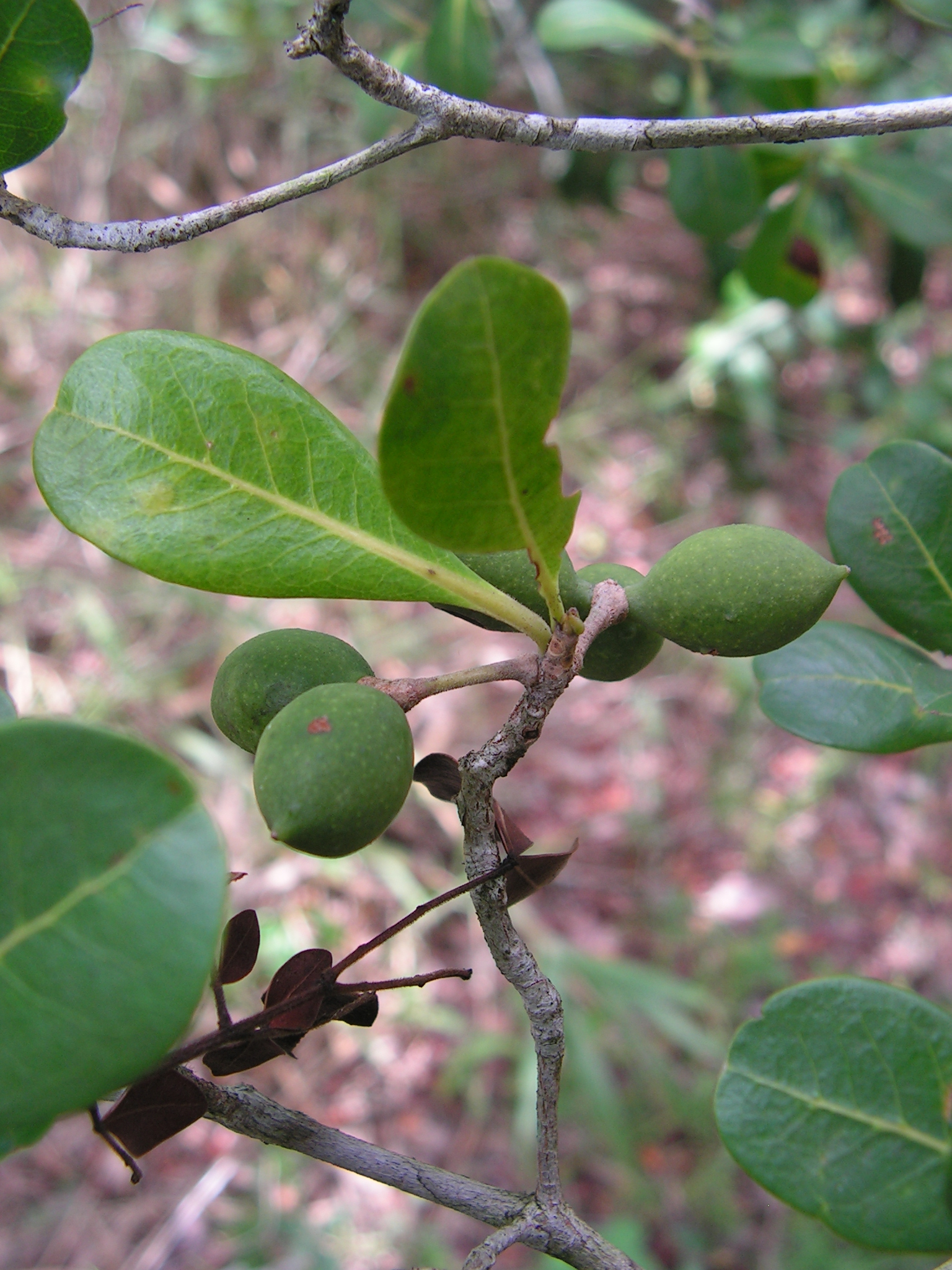
Rameaux feuillés et fruits de Terminalia tetraphylla.
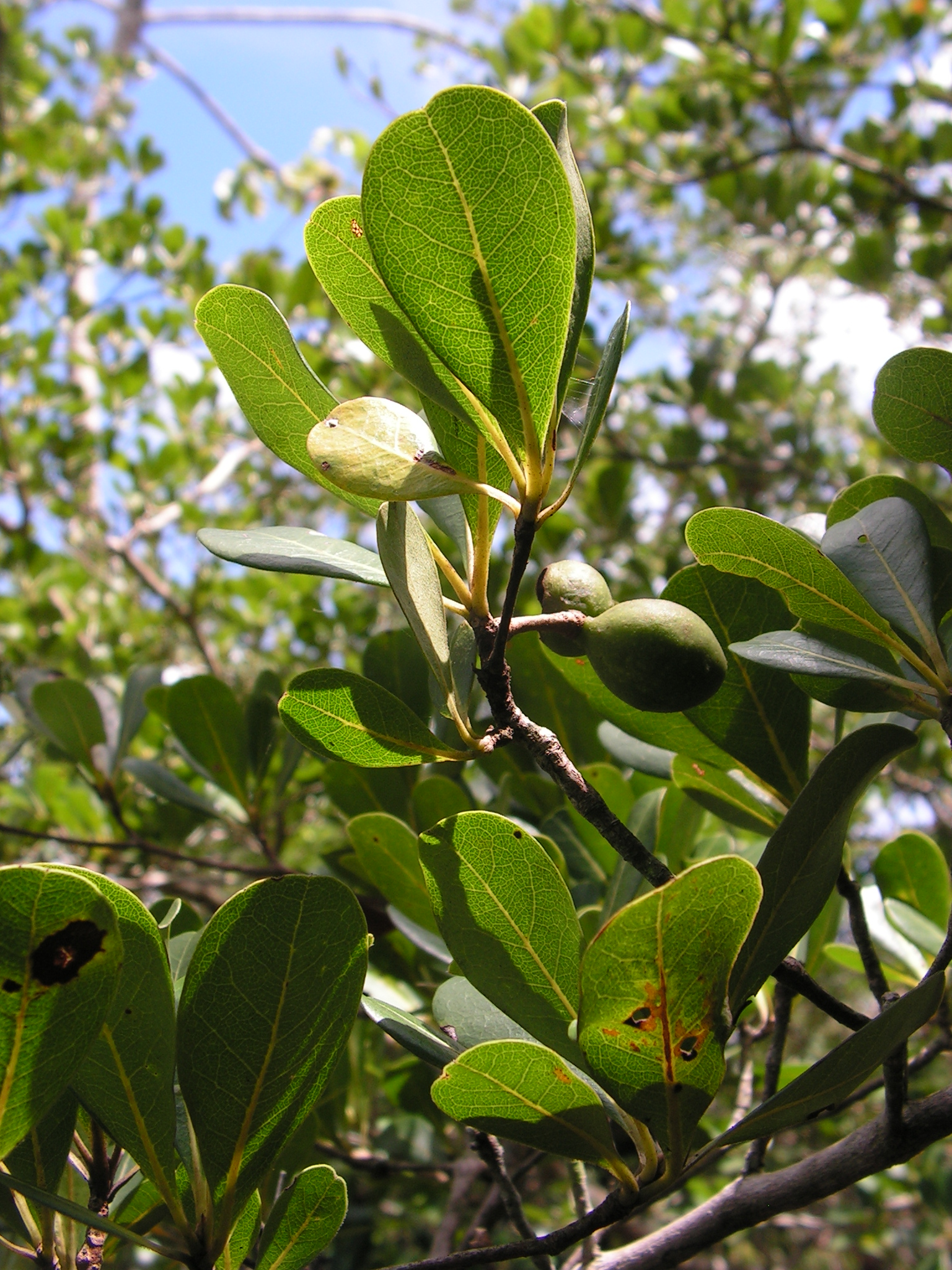
Rameaux feuillés et fruits de Terminalia tetraphylla.
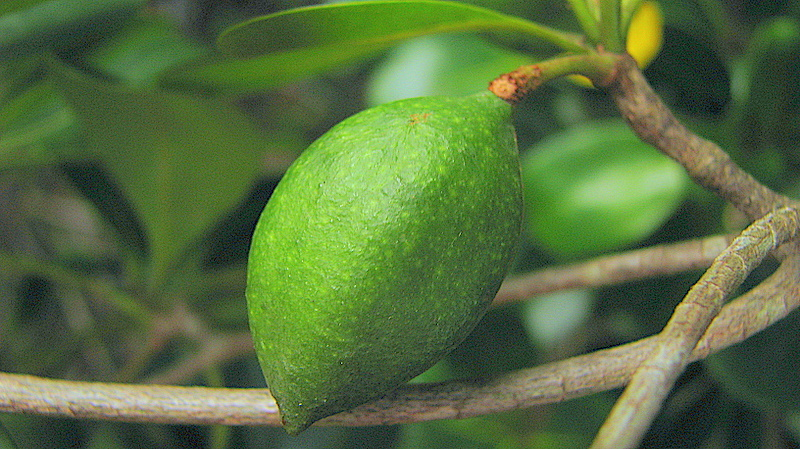
Fruit de Terminalia tetraphylla.